# Джей-стріт
Джей-стріт (англ. J Street) — лобістська організація в США, ціллю якої є підтримка Ізраїлю та мирне урегулювання арабо-ізраїльського конфлікту. Джей-стріт виникла як конкурент до існуючої впливовішої лобістської організації ЕЙПАК, пропонуючи пошук мирних шляхів вирішення конфлікту на Близькому сході через діалог та ненасильницькі методи розв'язання конфліктів. Організація намагається представити ліберальне крило ізраїльського лобі в США.

## Історія заснування
Джей-стріт взяла свою назву від неіснуючої на карті Вашингтона вулиці, намагаючись таким чином представити нову альтернативу до існуючої політики в столиці. Інше походження назви ораганізації пояснюється скороченням J від слова Jew, як єврейської лобістської організації. Джей-стріт виникла на противагу більш консервативній лобістській організації ЕЙПАК і представляє ліберальне крило ізраїльського лобі в США. Засновники організації позіціонують себе як альтернативу до ЕЙПЕК і до існуючої політики США в регіоні. Організація користується підтримкою адміністрації президента Барака Обами, але перебуває в опозиції до ізраїльського уряду.